# Erythroxylum nobile
Erythroxylum nobile är en tvåhjärtbladig växtart som beskrevs av Otto Eugen Schulz. Erythroxylum nobile ingår i släktet Erythroxylum och familjen Erythroxylaceae. Inga underarter finns listade i Catalogue of Life.